# Francesc Sangés i Tatché
Francesc Sangés i Tatché (Sabadell, 31 d'agost de 1877 - 31 de gener de 1952) fou un industrial fuster i propietari de terres sabadellenc. Era l'amo de les terres on, entre 1915 i 1930, es va construir la colònia industrial coneguda com a Cases d'en Sangés, a la vora dreta dreta del riu Ripoll i molt a prop del pont de la Salut i del vapor de Ca la Daniela.